# Isidoro Beaton Stadium
Isidoro Beaton Stadium – wielofunkcyjny stadion w Belmopanie, w Belize. Jest obecnie używany głównie dla meczów piłki nożnej, i jest stadionem klubu Belmopan Bandits FC. Jest to również stadion domowy klubu Blaze Belmopan grającego w Belize Premier Football League Federacji Piłkarskiej Belize.
Stadion mieści 2500 osób.